# Madonna van Jan Vos
De Madonna van Jan Vos of Madonna en kind met Sint Elizabeth van Hongarije, Sint Barbara en Jan Vos of Rothschild Madonna is een schilderij in olieverf op paneel (eikenhout) begonnen door Jan van Eyck in opdracht van Jan Vos, na zijn aanstelling tot prior van het kartuizerklooster van Genadedal bij Brugge. Jan van Eyck begon aan dit werk ten vroegste in april 1441 na het overlijden van de voorganger van Jan Vos. Het werk werd na de dood van Jan van Eyck op 9 juli 1441 afgewerkt in zijn atelier. Gezien de korte tijd tussen de opdracht en het overlijden van Jan van Eyck kan men stellen dat hij aan dit werk niet veel meer gedaan heeft dan het ontwerp. Het werd ingehuldigd op 3 september 1443 door de Utrechtse wijbisschop Martinus van Blija, titulair bisschop van Mayo in Ierland, die er trouwens een aflaat van 40 dagen aan verbond voor iedereen die voor het schilderij (en twee andere werken) de nodige gebeden zegde. In 1450 werd Jan Vos benoemd tot prior van het kartuizerklooster Nieuwlicht bij Utrecht en nam hij zijn schilderij mee. Het werd daar geplaatst op het altaar van de heilige Barbara.

## Beschrijving
In het midden van het schilderij zien we Maria staande voor een prachtig wandtapijt in goudbrokaat met boven haar een baldakijn uit dezelfde stof. Maria is gehuld in een blauwe mantel die rijkelijk is afgeboord met een band uit gouddraad geweven met daarop parels en juwelen. De rand van de mouwen is versierd met parels en op het hoofd draagt ze een diadeem versierd met parels en in het midden een rode edelsteen gevat tussen vier parels. Om het middel draagt ze een gouden ketting. Ze slaat de ogen naar beneden zonder echt naar het kind te kijken. Het kind Jezus is naakt afgebeeld en maakt een zegenend gebaar met de rechterhand, over Jan Vos die rechts van hem en zijn Moeder geknield is. In de linkerhand draagt het kind een kristallen globe met een gouden kruis erbovenop. Jan Vos wordt aan de Maagd gepresenteerd door de heilige Barbara. Ze legt haar rechterhand op de schouder van de prior en in haar linkerhand draagt ze de martelaarspalm. Het symbool van de heilige Barbara, de toren, is in verhouding zeer groot en maakt deel uit van het stadslandschap dat in de openingen van de galerij is weergegeven. Links van Maria staat de heilige Elizabeth van Hongarije, gekleed in een tertiarissenhabijt en met haar symbool, de drie kronen, in de handen. Het geheel is gesitueerd in een open galerij met zicht op een rivier en een stad in de achtergrond.

## Geschiedenis
Het werk werd In 1450 door Jan Vos meegenomen naar het kartuizerklooster Nieuwlicht bij Utrecht. In 1579 werd het klooster door de Staatse troepen bezet en kort daarna werd de chartreuse verwoest. Wat er toen met het schilderij gebeurde blijft tot op heden onbekend.
Het werk werd voor het eerst vermeld in de collectie van de Brusselse kunsthandelaar Chritianus Johannes Nieuwenhuys (1799-1883). Daarna kwam het via de kunsthandelaars Bourgeois Frères uit Keulen terecht bij James Mayer de Rothschild (1792-1868) in Parijs en daarna via vererving bij diens zoon Gustave de Rothschild (1829-1911) en zo bij Robert de Rothschild (1935-1954). Diens erven verkochten het werk in 1954 voor $ 750.000 aan de Frick Collection.

## Verwante werken
Enkele jaren na de Madonna van Jan Vos, omstreeks 1450, schilderde Petrus Christus een gelijkaardig werk met Jan Vos in gebed voor de Heilige Maagd en haar kind en gepatroneerd door Sint Barbara, de zogenaamde Exeter-Madonna nu bewaard in de Gemäldegalerie in Berlijn. Het is een klein werk van 19,5 bij 14 cm.